# ويليام فولي
ويليام فولي (بالإنجليزية: William Foley)‏ هو رسام أمريكي، ولد في 1926.